# Acido 2-chetoglutarico
L'acido 2-chetoglutarico (anche acido 2-ossoglutarico o acido α-chetoglutarico) è un acido carbossilico.
A temperatura ambiente si presenta come un solido da bianco a giallo chiaro quasi inodore. È un composto irritante.
Il sale corrispondente, chetoglutarato, è una molecola accettrice di gruppi amminici che interviene nella reazione di transamminazione legando i gruppi amminici provenienti dall'amminoacido da de-amminare, per ottenere la sintesi di un nuovo amminoacido. 
L'acido α-chetoglutarico è uno dei prodotti ottenuti durante il ciclo di Krebs, una delle importanti fasi della respirazione cellulare che avviene nella matrice mitocondriale.